# 船橋市総合体育館

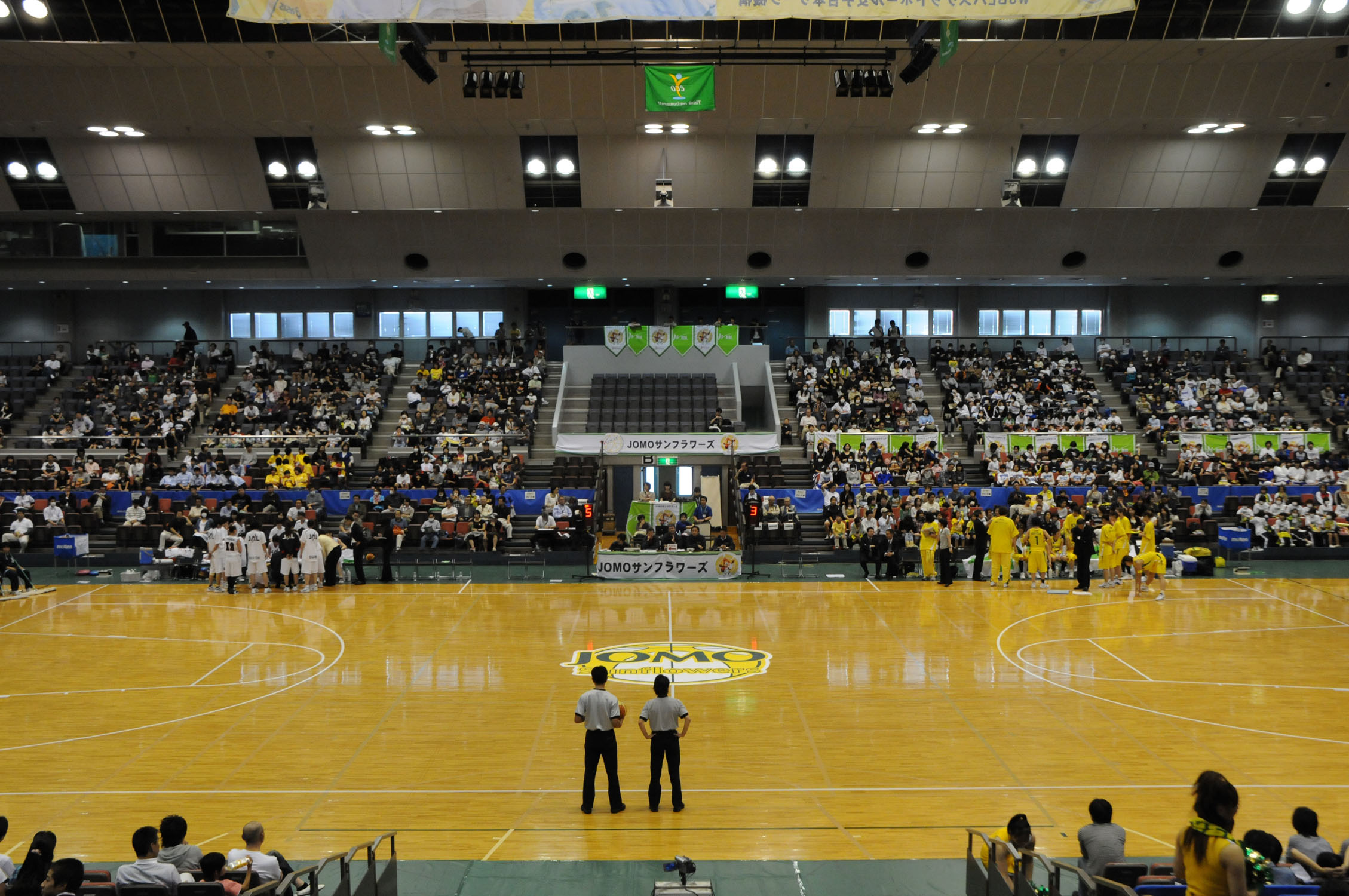
2009年10月11日、WJBL、JOMOサンフラワーズ対JALラビッツ

船橋市総合体育館（ふなばししそうごうたいいくかん）は、千葉県船橋市の習志野台にある総合体育館。愛称は「船橋アリーナ」。

## 概要
船橋市は1983年（昭和58年）度に「スポーツ健康都市宣言」をしているが、その記念事業の1つとしてバブル景気期に当館の建設が持ち上がり、1991年（平成3年）度から3ヶ年継続事業で建設、1993年（平成5年）度に開館した。
施設内のメインアリーナでは、バレーボール・バスケットボールなどのプロスポーツの試合や、プロレス、大相撲の興行も開催される事がある。また、他にもプールや弓道場などの設備があり、成人式の第二会場としても使用されていた時期もある。

## 沿革
- 1993年（平成5年）度 - 開館
- 2011年（平成23年） - 千葉ジェッツ（当時、現・千葉ジェッツふなばし）のメインアリーナとなる。
- 2021年（令和3年）4月1日〜2026年（令和8年）3月31日（予定） - 当館および船橋市武道センターにおける指定管理者が「ふなばしスポーツ健康パートナーズ」[注 1]となる[3]。
- 2024年（令和6年） - 千葉ジェッツふなばしのメインアリーナが同市浜町のLaLa arena TOKYO-BAYへ移転。東京・大田区総合体育館の改修のため、ミキプルーンスーパーカレッジバレーファイナルフォー会場となる。

## 施設
施設は2棟からなる。

### 第1棟
- メインアリーナ
  - 面積：2,357.94m2
  - 縦39m × 横60.46m × 有効室内高15m
  - 観客席：合計4,368席
    - 1階可動席：1,645席
    - 2階固定席：2,650席
    - 特別席：73席

その他、オーロラビジョン2面が装備されている。

### 第2棟
- サブアリーナ
  - 面積：839.12m2
  - 縦24.50m × 横34.25m × 有効室内高12.50m
  - 2階観客席：286席
- 幼児体育室（面積：67.02m2）
- 温水プール
  - 25m × 6コース
  - 2階観客席：66席
- 多目的室（面積：519.87m2、観客席：80席）
- 卓球室（面積：218.43m2）
- 弓道場
  - 面積：127.13m2（5人立ち）
  - 近的28m、遠的60m
- トレーニング室（面積：388.48m2）
- 健康体力測定室（面積：65.29m2）
- リズムエクササイズ室（面積：181.09m2）
- 浴室・サウナ（面積：183.12m2）
- 小会議室（面積：50.82m2）
- 大会議室（面積：157.03m2）
- 和室（面積：33.57m2）
- スポーツ・文化情報室（面積：65.33m2）

その他、1Fフロアには「船橋市スポーツ資料展示室・コーナー」があり、旧吉澤野球博物館からの寄贈資料（一部）をはじめ千葉ジェッツふなばし、クボタスピアーズ、船橋市立船橋高等学校など船橋市ゆかりのアスリートに関連した資料が展示されている（ジェッツ関連は第1棟内に展示）。

## アクセス
東葉高速鉄道東葉高速線
- 船橋日大前駅 徒歩で約9分

京成電鉄松戸線

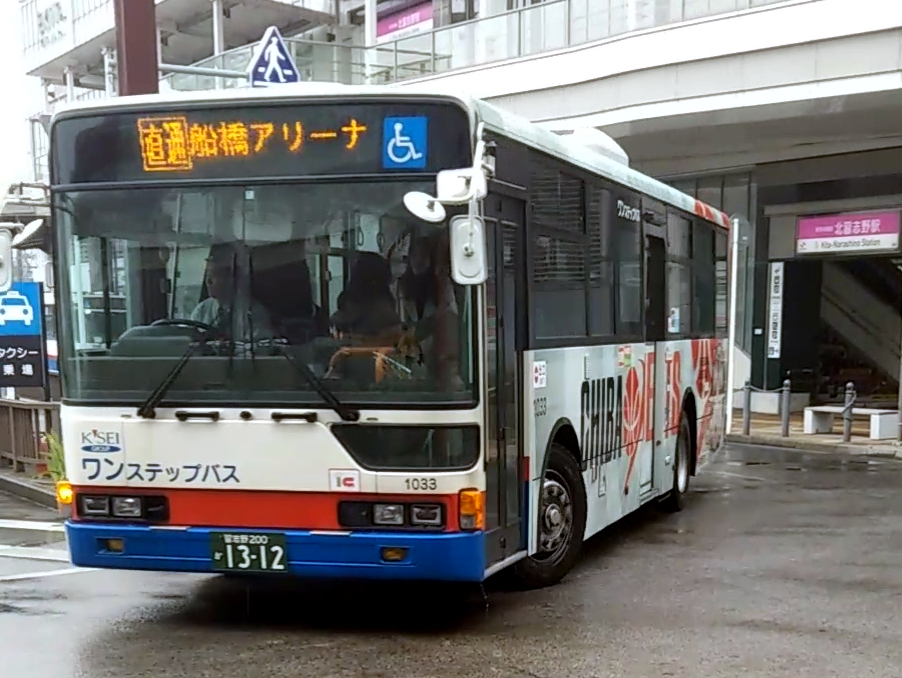
船橋アリーナ行きの船橋新京成バス

- 北習志野駅 京成バス3・4番線発で、乗車時間約7分
- 高根公団駅 船橋新京成バス乗車時間約7分

北総鉄道北総線
- 小室駅 船橋新京成バス乗車時間約28分

上記いずれも船橋東警察署前下車約3分
千葉ジェッツホームゲームの際は、北習志野駅からアリーナ敷地内直通の船橋新京成バスのシャトルバスが運行される。